# ГЕС Xiqiaohe II
ГЕС Xiqiaohe II (西洱河二级水电站) — гідроелектростанція на півдні Китаю у провінції Юньнань. Знаходячись між ГЕС Xiqiaohe I (вище по течії) та ГЕС Xiqiaohe III, входить до складу каскаду на річці Xiqiao, яка дренує озеро Ерхай та впадає ліворуч до Янбі (Heihui), котра в свою чергу є лівою притокою однієї з найбільших річок Південно-Східної Азії Меконгу (басейн Південно-Китайського моря).
В межах проекту річку перекрили бетонною гравітаційною греблею висотою 37 метрів, довжиною 122 метри та шириною по гребеню 5 метрів. Вона утримує невелике водосховище з об’ємом лише 280 тис м3 (корисний об’єм 180 тис м3), в якому припустиме коливання рівня поверхні у операційному режимі між позначками 1722 та 1730 метрів НРМ (під час повені до 1731 метра НРМ).
Від греблі під правобережним масивом прокладений дериваційний тунель довжиною 2,2 км з діаметром 4,3 метра, який подає воду до наземного машинного залу. Основне обладнання станції становлять чотири турбіни потужністю по 12,5 МВт, що використовують напір від 101 до 121 метра (номінальний напір 109 метрів).
Видача продукції відбувається по ЛЕП, розрахованій на роботу під напругою 110 кВ.